# Ideale oplossing
In de chemie is een ideale oplossing of een ideaal mengsel een oplossing waarvan de thermodynamische eigenschappen analoog zijn aan die van een ideaal gasmengsel.  De enthalpie van mengen is nul evenals de volumeverandering bij mengen (bij definitie). Het gedrag van de oplossing wordt idealer. Hoe dichter de mengenthalpie bij nul ligt, des te idealer de oplossing zich gedraagt.  De dampspanning boven de oplossing volgt de wet van Raoult en de activiteitscoëfficient - die een  maat is voor het niet-ideale gedrag - van elke component is 1.
Het concept van de ideale oplossing is fundamenteel voor de chemische thermodynamica en de toepassingen daarvan bij de colligatieve eigenschappen.

## Fysische achtergrond
Het concept van de ideale oplossing is analoog aan dat van het ideale gas, met als belangrijkste verschil dat de intermoleculaire interacties in vloeistoffen sterk zijn en dus niet verwaarloosd kunnen worden, wat bij gassen wel het geval is.
Meer formeel: in een mengsel van twee stoffen A en B moeten de interacties tussen twee verschillende buren, A en B, (UAB) en die tussen gelijke buren UAA en UBB van dezelfde gemiddelde sterkte zijn.  Als de moleculaire krachten krachten tussen AA, AB en BB gelijk zijn is de oplossing ideaal: wiskundig geformuleerd:
2 UAB = UAA + UBB
Interacties over langere afstanden zijn nul of verwaarloosbaar.
Als de moleculen vrijwel identiek zijn, bijvoorbeeld, 1-butanol en 2-butanol, dan zal de oplossing vrijwel ideaal zijn.  Omdat de interacties tussen A en B vrijwel gelijk zijn zal er weinig verandering in energie (enthalpie) zijn als de twee stoffen worden gemengd.  Hoe meer de eigenschappen van A en B van elkaar verschillen, des te groter zal de verwachte afwijking van de ideale oplossing zijn voor een mengsel van de twee stoffen.

## Formele definitie
Er doen verschillende, gerelateerde, definities van een ideale oplossing de ronde.
De eenvoudigste definitie stelt dat alle componenten in een ideale oplossing gehoorzamen aan de wet van Raoult: {\displaystyle p_{i}=x_{i}p_{i}^{*}}.  Hierin is {\displaystyle p_{i}} de dampdruk van component i boven de oplossing, {\displaystyle x_{i}} is de Molfractie van component i en {\displaystyle p_{i}^{*}} is de dampspanning van de zuivere component bij dezelfde temperatuur.
Deze definitie leunt sterk op de relatief makkelijk te meten (ten minste voor vluchtige stoffen) dampspanning van de verschillende componenten. De thermodynamische grootheden kunnen vervolgens verkregen worden met behulp van de chemische potentiaal μ of de partieel molaire Gibbs energie G van elke component, die afgeleid is van de ideale gaswet 
{\displaystyle \mu (T,p_{i})=g(T,p_{i})=g^{\mathrm {u} }(T,p^{u})+RT\ln \left({\frac {p_{i}}{p^{u}}}\right)}.
Als referentiedruk {\displaystyle p^{u}} kan gebruik gemaakt worden van de standaard druk: {\displaystyle P^{0}} = 1 bar, maar de dampdruk van het mengsel wordt ook vaak gebruikt: dit maakt een aantal bewerkingen eenvoudiger.
Bij substitutie van {\displaystyle p_{i}} door de uitdrukking die volgt de uit wet van Raoult gaat deze vergelijking over in: 
{\displaystyle \mu (T,p_{i})=g^{\mathrm {u} }(T,p^{u})+RT\ln \left({\frac {p_{i}^{*}}{p^{u}}}\right)+RT\ln x_{i}=\mu _{i}^{*}+RT\ln x_{i}}.
Deze vergelijking voor de chemische potentiaal kan gebruikt worden als alternatieve definitie van de ideale oplossing.
Zoals hierboven al aangegeven leunt de definitie sterk op de dampspanning van de verschillende componenten en de aanname dat de damp zich gedraagt als een ideaal gasmengsel.  Vooral dat laatste kan een punt van discussie zijn.  Door sommige auteurs wordt daarom de voorkeur gegeven aan de eis dat in een ideale oplossing alle componenten het fugaciteit analogon van de wet van Raoult volgen:
{\displaystyle f_{i}=x_{i}f_{i}^{*}},
Hierin is {\displaystyle f_{i}} de fugaciteit van component {\displaystyle i} in de oplossing en {\displaystyle f_{i}^{*}} de fugaciteit van {\displaystyle i} als pure stof.  Omdat fugaciteit gedefinieerd is door de vergelijking:
{\displaystyle \mu (T,P)=g(T,P)=g^{\mathrm {u} }(T,p^{u})+RT\ln \left({\frac {f_{i}}{p^{u}}}\right)}
leidt deze definitie tot de ideale waarden voor de chemische potentiaal en andere thermodynamische grootheden, zelfs als de damp boven de oplossing zich niet als ideaal gasmengsel gedraagt.  Een equivalente formulering gebruikt de thermodynamische chemische activiteit in plaats van fugaciteit.

## Thermodynamische eigenschappen

### Volume
Als we de laatste vergelijking hierboven naar {\displaystyle P} differentiëren bij vaste {\displaystyle T} vinden we:
{\displaystyle \left({\frac {\partial g(T,P)}{\partial P}}\right)_{T}=RT\left({\frac {\partial \ln f}{\partial P}}\right)_{T}}
maar de Gibbs potentiaalvegrelijking geeft:
{\displaystyle \left({\frac {\partial g(T,P)}{\partial P}}\right)_{T}=v}
Combinatie van deze twee vergelijkingen geeft:
{\displaystyle v=\left({\frac {\partial g(T,P)}{\partial P}}\right)_{T}=RT\left({\frac {\partial \ln f}{\partial P}}\right)_{T}}
of
{\displaystyle v=RT\left({\frac {\partial \ln f}{\partial P}}\right)_{T}}
wat overgaat in:
{\displaystyle {\frac {v}{RT}}=\left({\frac {\partial \ln f}{\partial P}}\right)_{T}}

Hoewel bovenstaande bewerking geschreven is voor zuivere stoffen, geldt ze ook voor mengsels, als het subscript {\displaystyle i} toegevoegd wordt aan alle Intensieve grootheden, in combinatie met de overgang van {\displaystyle v} naar het partieel molair volume {\displaystyle {\bar {v_{i}}}}.
{\displaystyle \left({\frac {\partial \ln f_{i}}{\partial P}}\right)_{T,x_{i}}={\frac {\bar {v_{i}}}{RT}}}
Combineren van de eerste en de laatste vergelijking in deze sectie geeft dan:
{\displaystyle v_{i}^{*}={\bar {v_{i}}}}
wat wil zeggen dat in een ideaal mengsel het totaalvolume verkregen wordt door het eenvoudig optellen van de volumes van de samenstellende stoffen:
{\displaystyle V=\sum V_{i}}

### Enthalpie en warmtecapaciteit
Op vergelijkbare manier vinden we:
{\displaystyle {\frac {g(T,P)-g^{\mathrm {gas} }(T,p^{u})}{RT}}=\ln {\frac {f}{p^{u}}}}
maar differentiëren naar {\displaystyle T}, en met {\displaystyle \left({\frac {\partial {\frac {g}{T}}}{\partial T}}\right)_{P}=-{\frac {h}{T^{2}}}} geeft:
{\displaystyle -{\frac {{\bar {h_{i}}}-h_{i}^{\mathrm {gas} }}{R}}=-{\frac {h_{i}^{*}-h_{i}^{\mathrm {gas} }}{R}}}
wat op zijn beurt geschreven kan worden als:
{\displaystyle {\bar {h_{i}}}=h_{i}^{*}}.
wat betekent dat de enthalpie van het mengsel gelijk is aan de som van de entalpiën van de componenten. 
Omdat {\displaystyle {\bar {u_{i}}}={\bar {h_{i}}}-p{\bar {v_{i}}}} en {\displaystyle u_{i}^{*}=h_{i}^{*}-pv_{i}^{*}} volgt dan:
{\displaystyle u_{i}^{*}={\bar {u_{i}}}}
waarna de stap naar de warmtecapaciteit klein is:
{\displaystyle C_{pi}^{*}={\bar {C_{pi}}}}

### Entropie van mengen
Ten slotte, omdat
{\displaystyle {\bar {g_{i}}}=\mu _{i}=g_{i}^{\mathrm {gas} }+RT\ln {\frac {f_{i}}{p^{u}}}=g_{i}^{\mathrm {gas} }+RT\ln {\frac {f_{i}^{*}}{p^{u}}}+RT\ln x_{i}=\mu _{i}^{*}+RT\ln x_{i}}
wat wil zeggen dat
{\displaystyle \Delta g_{i,\mathrm {mengsel} }=RT\ln x_{i}}
en omdat 
{\displaystyle G=\sum _{i}x_{i}{g_{i}}}
volgt dan:
{\displaystyle \Delta {\underline {G}}_{\mathrm {mengsel} }=RT\sum _{i}{x_{i}\ln x_{i}}}
en kunnen we de entropy van mengen bereken want
{\displaystyle g_{i}^{*}=h_{i}^{*}-Ts_{i}^{*}} en {\displaystyle {\bar {g_{i}}}={\bar {h_{i}}}-T{\bar {s_{i}}}}
{\displaystyle \Delta s_{i,\mathrm {mengsel} }=-R\sum _{i}\ln x_{i}}
{\displaystyle \Delta {\underline {S}}_{\mathrm {mengsel} }=-R\sum _{i}x_{i}\ln x_{i}}

## Consequenties
Een van de gevolgen van bovenstaande beschouwing is dat de interactie tussen oplosmiddel en opgeloste stof, tussen oplosmiddelen onderling en tussen opgeloste stoffen onderling allemaal gelijk zijn.
Omdat de enthalpie van oplossen of mengen 0 (nul) is, wordt de verandering in de Gibbs vrije energie bij mengen alleen bepaald door de entropie van mengen.  Gibbs vrije energie voor mengen is dan:
{\displaystyle \Delta G_{\mathrm {m,mengsel} }=RT\sum _{i}x_{i}\ln x_{i}}
of voor een twee-componenten-oplossing:
{\displaystyle \Delta G_{\mathrm {m,mengsel} }=RT(x_{A}\ln x_{A}+x_{B}\ln x_{B})}
waarin m verwijst naar molair. {\displaystyle x_{i}} is de molfractie van component {\displaystyle i}.
De op deze manier berekende vrije energie van mengen is altijd negatief: (want {\displaystyle x_{i}} is altijd positief, maar kleiner dan 1, zodat {\displaystyle \ln x_{i}} - negatief moet zijn). Dit betekent ook dat ideale oplossingen altijd in alle verhoudingen mengbaar zijn. 
De vergelijking hierboven kan ook geschreven worden in termen van de chemische potentialen van de samenstellende componenten:
{\displaystyle \Delta G_{\mathrm {m,mengsel} }=\sum _{i}x_{i}\Delta \mu _{i,\mathrm {mix} }}
waarbij {\displaystyle \Delta \mu _{i,\mathrm {mengsel} }=RT\ln x_{i}} de verandering is van de chemische potentiaal bij mengen is van {\displaystyle i}.
Als de chemische potentiaal van het pure oplosmiddel {\displaystyle i} geschreven wordt als {\displaystyle \mu _{i}^{*}}, dan is de potentiaal; in een ideale oplossing van {\displaystyle i}:
{\displaystyle \mu _{i}=\mu _{i}^{*}+\Delta \mu _{i,\mathrm {mix} }=\mu _{i}^{*}+RT\ln x_{i}}
Iedere component {\displaystyle i} van een ideale oplossing volgt Raoult's Law voor elle mengverhoudingen:
{\displaystyle \ P_{i}=(P_{i})_{pure}x_{i}}
waarin
{\displaystyle (P_{i})_{pure}\,} = de evenwichts dampdruk van de pure stof
{\displaystyle x_{i}\,} = de molfractie van de component in de oplossing

## Niet-idealiteit
Afwijkingen van het ideale gedrag kunnen beschreven worden met behulp van Margules functies of activiteitscoëfficiënten.  Een enkele Margules parameter volstaat meestal als de afwijkingen van idealiteit klein zijn. Dergelijke oplossingen worden  regulier genoemd. 
In tegenstelling tot ideale oplossingen, waarvoor het volume van de oplossing bepaald kan worden door de volumes van de samenstellende stoffen eenvoudig op te tellen, is het volume van een niet-ideale oplossing in het algemeen niet de eenvoudige som van de componentvolumes.  Ook is oplosbaarheid of mengbaarheid niet over het hele bereik van samenstellingen gegarandeerd.  Via de meting van dichtheden kan de thermodynamische activiteit van componenten bepaald worden.